# Birgitta Rydell
Birgitta Karin Linnéa Rydell, född 25 juli 1959 i Sofia församling i Jönköping, är en svensk politiker (liberal).
Birgitta Rydell arbetar för fackförbundet Akavia som sakkunnig inom arbetsmarknads- och ledarskapsfrågor och är styrelseledamot i Tensta Konsthall, SIWI (Stockholm International Water Institute) samt SHIS Bostäder.
Rydell var tidigare förbundssekreterare i Liberala ungdomsförbundet 1983–1984 och äldreomsorgs- och kulturborgarråd (FP) i Stockholms stad 1998–2002. År 2003–2005 var Rydell styrelseordförande i Sveriges Utbildningsradio AB, därefter enhetschef i fackförbundet Sif 2003–2007 och 2007–2014 verksam inom DIK, akademikerfacket för kultur och kommunikation, september 2011–maj 2014 som förbundsdirektör. 2015–2020 var Rydell förbundssekreterare/kanslichef för Liberalerna i Stockholms län.
Rydell är gift med Anders Johnson.